# Wäldi
Wäldi – miejscowość i gmina (Politische Gemeinde) w północno-wschodniej Szwajcarii, w kantonie Turgowia, w okręgu (Bezirk) Kreuzlingen. 

## Demografia
W Wäldi mieszka 1 070 osób. W 2021 roku 18,5% populacji gminy stanowiły osoby urodzone poza Szwajcarią. 

## Transport
Przez teren gminy przebiegają autostrada A7 oraz drogi główne nr 1 i nr 16.